# 路敬潛
路敬潜（?—?），唐朝官员，贝州临清（今河北省临西县）人。申州司馬路文逸之子。太常博士路敬淳、路敬澄、雍州司馬路敬湛的弟弟。
路敬潜与哥哥路敬淳早年知名。路敬潜担任怀州录事参军，也因为綦连耀下狱，免死。后为遂安县令。之前，县令多死，路敬潜想要辞，妻子说他没有死在狱中，是生死有命。到任，有猫头鹰在屏风上啸叫，数十老鼠走在前面，左右驱赶，拥杖而号，路敬潜并不害怕。之后转任卫县县令、中书舍人。
路敬潜出任卫州司马、河南道巡察黜陟使。路敬潜八月至青州，见青州有蚕一年四熟，特表荐青州刺史尹思贞与为官清白的青州长史刘允济。听说李日知孝悌之迹，想要表彰其孝。推荐李畬，擢升为右台监察御史里行。其子路廣心，官至大理司直。路廣心之子路常，兼監察御史。